# Last Exile
Last Exile (ラストエグザイル Rasuto Eguzairu?, lit. «Exilio final») es una serie de anime creada y producida por Gonzo para celebrar el décimo aniversario de la compañía. La obra fue dirigida por Koichi Chigira y distribuida por Geneon Entertainment en su versión original japonesa. El diseño de los personajes fue realizado por Range Murata, mientras que el director productivo fue Mahiro Maeda; ambos —junto con el director de la animación— habían trabajado anteriormente en otra serie producida por Gonzo, Blue Submarine No. 6, una de las primeras obras animadas en la cual se utilizó computación gráfica.
El mundo de Last Exile tiene un estilo dieselpunk, similar al de después de la Revolución industrial. En ese universo ficticio donde sus habitantes usan variedades de vehículos aéreos, entre los que están los «vanships», como medios de transporte, la historia se centra en los eternos conflictos entre las naciones Anatoray y Disith, por lo que los mensajeros Claus Valca y Lavie Head deben entregar a una muchacha que es la clave para que las dos facciones se unan. Aunque ese universo no es una representación de la Tierra en sí, existen múltiples características de la tecnología europea del siglo XIX, así como varios diseños de naves basadas en los avances tecnológicos de Alemania durante el período de entreguerras.
El anime comenzó a emitirse en abril de 2003 por la cadena televisiva TV Tokyo hasta que llegó a su final en septiembre del mismo año con un total de veintiséis episodios, de unos veintitrés minutos cada uno. Durante el desarrollo de la serie se utilizó solamente un tema de apertura y un tema de cierre, además de dos discos compactos con las bandas sonoras. Asimismo, Victor Entertainment publicó trece volúmenes de DVD con dos episodios cada disco entre el 2003 y el 2004. El anime también ha dado lugar a un artbook sobre la descripción detallada de los personajes y sobre una posible película rodada en imagen real. El doblaje en español de esta serie se realizó en Venezuela por la compañía Estudios Lain de Caracas, y fue emitida por el canal Buzz en España y por Animax en Hispanoamérica a partir del 4 de agosto de 2005 hasta el 7 de agosto de 2006 y siendo retransmitida cuando Animax cambia a Animax 2.0 en mayo del 2008.

## Historia

### Last Exile
Claus y Lavie son dos mensajeros de vanship que viven en Norkia, Anatoray. Un día, participando en una importante carrera local, se cruzan con otro piloto y su aeronave que son perseguidos por una nave de Guild. El vanship cae y ellos acuden en su ayuda, momento en que el maltrecho piloto de la nave les pide que cumplan su misión porque él está malherido y morirá pronto. Esta consiste en llevar a una misteriosa niña llamada Alvis Hamilton hasta unas coordenadas donde sería recogida por el Silvana, una nave de la flota imperial. Aunque perseguidos por la nave de Guild, consiguen llegar hasta el punto indicado y Alvis pasa a estar bajo la protección de Alex Rowe, el capitán de la temida nave. Ellos sin embargo deciden seguir al aerobuque para llevarle un peluche a la niña. Al verse inmersos en una batalla, Claus ayuda pilotando un vanship de guerra, y tras contar con la aprobación del capitán, se acabarán quedando en la nave.
El motivo por el que Alex desea tener bajo su control a Alvis es incierto a lo largo de la serie, aunque hay referencias veladas a que ella es la llave del Exile, una nave legendaria. Alex, por su parte, está embarcado en la búsqueda de algo denominado misteriones, que se suponen imprescindibles para despertar al Exile. Hasta el mismo final no se desvela que tanto estos como Alvis son necesarios para ese fin. En una de las expediciones de Alex para conseguir uno de los misteriones (que se revela que son fragmentos de un poema), Claus conoce a Dio Heraclea, príncipe de Guild, que decide seguirle hasta el Silvana para estar con él. De esta forma, Dio y su ayudante Lucciola pasan a estar prisioneros de Alex Rowe, aunque más adelante serán tratados como invitados.
La guerra entre Disith y Anatoray alcanza su punto álgido con la llegada de las naves migratorias del primero hacia el reino del que son los protagonistas. El emperador, sin embargo, decide atacarles, lo cual desencadenará un ataque a la capital, y dará lugar a la muerte del propio monarca. Para ocupar su puesto, la heredera al trono Sofía Forrester será coronada emperatriz, y firmará un tratado de paz con Disith para poder, con la fuerza conjunta de ambos, librarse del poder de Guild.
Alex, en cuyo poder están los cuatro misteriones, decide ir a la caza del Exile, junto a la nave Urbanus, y gracias a la ayuda de los de Disith, que habían captado previamente el patrón sonoro de sus máquinas en el Océano Turbulento. La operación, aunque bien realizada, se torna en derrota cuando el mismo Guild interfiere y el Maestro Delphine captura el Exile para sí misma. Además, se lleva presos a Alex, Claus y Alvis, así como a Dio y Lucciola, de vuelta al palacio de Guild. Dio es sometido a un brusco cambio psíquico, trámite ineludible para alcanzar la edad adulta dentro de su sociedad, que le priva de su alegría y espontaneidad anterior. Lucciola, viendo que desea lo mejor para él, permite que Claus escape con Alvis y un aún trastornado Dio, para después ir a atacar personalmente a Delphine, aunque sin éxito. Por su parte, ella no consigue lo que quiere, porque Alex, previsor, disponiendo de los cuatro misteriones no conocía uno de ellos, pues lo tenía escrito y guardado desde que lo consiguió: con ello, los trucos de Delphine para obligarle a decirles son inútiles.
Claus y Alvis regresan al Silvana, donde Sofía, actuando como capitán, les ordena cruzar el Océano Turbulento para llegar hasta el Exile, que se encuentra en espacio aéreo de Disith, bajo una batalla entre las tres potencias, con los dos reinos coolaborando para derrotar a Guild. Una vez allí, Claus, al cual le habían entregado el último misterión, pasa a recitarlos junto a Alvis, que activa de nuevo al Exile y descubre su verdadera forma. Simultáneamente, Alex consigue, en la nave de Delphine, librarse de las drogas que le habían inoculado, y logra su meta, tomando así venganza contra ella por la muerte de sus amigos y su prometida Euris, 10 años atrás.
La activación del Exile disipa el Océano Turbulento, revelándose al espectador la verdadera forma de ese mundo: dos planetoides, uno para cada reino, dentro de una especie de atmósfera con forma de un reloj de arena, en cuyo centro se encontraba el océano, y las ahora destruidas naves de Guild. Este mundo, de nombre Prester, alcanza así una era de paz y obtiene la capacidad de comunicarse y viajar hasta el planeta madre, la Tierra, de donde partió la nave en el pasado.

### Last Exile - Viajeros del Reloj de Arena
Es una historia interescala ocurrido justo después de los acontecimientos de Last Exile y antes de Fam, The Silver Wing. Los "Viajeros del Reloj de Arena" está basada en la continuación de dicha historia con los personajes Claus, Lavie, Alvis, y de otros que dejaron Preste para instaurarse en la Tierra, que es su mundo de Origen, todo a través del tiempo. Ellos tendrán que acostumbrarse a la forma de vivir del planeta. Más adelante, Al será perseguido por una Guild de la Tierra y comenzará una aventura llena de acción, ciencia ficción y el Cielo.

### Last Exile: Fam, el Silver Wing
Llevando a cabo dos años después de los acontecimientos de Last Exile, Last Exile: Fam, el Silver Wing se encuentra en la Tierra, el planeta natal de los colonos originales del Preste. La nueva historia se centra en Fam Fan Fan y Collette Giselle, dos pilotos vanship vespa que trabajan como Sky Pirates, captura y venta de barcos de guerra para ganarse la vida.
Fam y Giselle entrar en una aventura cuando ellos y los Piratas de rescate Cielo Liliana il Grazioso Merlo Turan y su hermana menor, Millia Il Velch Cutrettola Turan, princesas del Reino Turan, de las garras de la poderosa Federación de Ades. La Federación, encabezada por la emperatriz Augusta Sara y el primer ministro Luscinia Hafez, está en una guerra total contra las naciones que descienden de inmigrantes que llegaron a la Tierra por naves exilio. Como Ades siendo la única nación que quedarse en la Tierra cuando se encontraba en un estado de caos y la ruina, Luscinia cree que los inmigrantes exilio no tienen derecho a regresar a la Tierra desde que sus antepasados abandonaron la Tierra cuando estaba en el caos sólo para volver cuando la Tierra sea viable para vivir en una y otra fuerza de los habitantes originales de la Tierra de sus tierras para formar su propia nación. Para devolver esas tierras a sus habitantes originales, Luscinia dirige la Federación Ades para conquistar a las naciones de inmigrantes y destruir sus ejércitos, con Turan es uno de ellos.
Después de Luscinia secuestra a Liliana, que tiene la capacidad de controlar un exilio, Luscinia invoca a un exilio para destruir Iglasia, la capital de Turan, matando a sus soldados y el rey de Turan, dando lugar a la entrega de Turan al Ades. Con todo lo que le importaba de la pérdida, Millia se da refugio a los piratas del cielo, donde Fam promete ayudar a Millia recuperar su reino.

## Personajes
- Claus Valca (クラウス・ヴァルカ Kurausu Varuka?, Κλαυς Βαλκα): es un mensajero, vuela el vanship de su padre con Lavie como copiloto. Es amable, gentil y valiente. Perdió a su padre cuando este trataba de cruzar el Océano Turbulento. Cuida personalmente de Alvis y decide luchar para cambiar al menos en parte el mundo en que vive. (Seiyū: Mayumi Asano)
- Lavie Head (ラヴィ・ヘッド Ravi Heddo?, Λαβη Εαδ): es la copiloto y amiga de la infancia de Claus. Ella también perdió a su padre en el Océano Turbulento, pues era el copiloto del padre de Claus. Ella se siente atraída por Claus más allá de la relación casi de hermanos que tienen, pero no se lo confiesa, aunque lo demuestra al tener celos de Tatiana a lo largo de la serie. Aunque siempre se hace la dura y fuerte, es una chica sensible y sentimental. (Seiyū: Chiwa Saitō)
- Alvis Hamilton (アルヴィス・ハミルトン Aruvisu Hamiruton?, Αλβις 'Αμιλτον): es una niña misteriosa que queda bajo el cuidado de Claus y Lavie para que se la lleven al capitán del Silvana, Alex Rowe. Es una de las claves para encontrar el Exile, motivo por el que Alex quiere que esté bajo su poder. Es una niña ingenua y amable, que se preocupa mucho por Claus y Lavie. (Seiyū: Shiraki Anna)
- Alex Rowe (アレックス・ロウ Arekkusu Rou?, Αλεξ Ρω): es el capitán del Silvana, un estratega experimentado y de una fuerte determinación. Desea encontrar el Exile para liberar al mundo de Guild, y cobrar venganza contra el Maestro Delphine por la muerte de sus amigos y de su prometida Euris. (Seiyū: Morikawa Toshiyuki)
- Sofía Forrester (ソフィア・フォレスター Sofia Foresutaa?, Σοφια Φορεστρ): es la primera oficial del Silvana, además de la heredera al trono de Anatoray. Está enamorada de Alex Rowe, pero él no olvida a Euris. Tiene que abandonar su puesto para ascender al trono como emperatriz tras la muerte de su padre. Ella se encargará de firmar la paz con Disith, que permite el ataque contra Guild y la captura del Exile. (Seiyū: Wakana Yamazaki)
- Tatiana Wisla (タチアナ・ヴィスラ Tachiana Visura?, Τατιανα Φισλα): es la comandante del escuadrón de vanships del Silvana y principal piloto de batalla. Es muy seria y exigente consigo misma y con los demás. Cuando conoce a Claus cambia su forma de ser, ya que se enamora de él al recordarle lo que es preocuparse por los amigos, como ella lo hacía por Alister. (Seiyū: Eri Kitamura)
- Alister Agrew (アリスティア・アグリュー Arisutia Aguryuu?, Αλιστρ Αγγρω): es la copiloto y mejor amiga de Tatiana desde la academia militar. Es por completo opuesta a Tatiana, tímida y atenta, amable con todos. (Seiyū: Natsuko Kuwatani)
- Dio Eraclea (ディーオ・エラクレア Diio Erakurea?, Διο Ελακλαρ): es un chico del Concejo, y hermano menor del Maestro Dephine. Conoce a Claus en una batalla y queda impresionado por sus habilidades como piloto. Le sigue hasta que llega al Silvana. Desde el inicio tiene una actitud insolente y arrogante, que llega a cambiar cuando conoce y aprecia a la gente del Silvana, en especial a Claus. Su asistente y amigo personal es Lucciola. (Seiyū: Junko Noda)
- Lucciola (ルシオラ Rushiora?, Λυξιολα): es el siervo y guardaespaldas de Dio. Se encarga de complacer todas las peticiones de su amo, manteniendo con una actitud servicial hacia todos excepto los que quieren hacer daño al príncipe. Fue designado como siervo de él siendo ambos pequeños. (Seiyū: Tomoe Hanba)
- Maestro Delphine Eraclea (マエストロ・デルフィーネ・エラクレア Maesutoro Derufiine Erakurea?, Δελβινε Ελακλαρ): lidera Guild (tras haber acabado con las otras tres familias que lo dirigían) y desea tener el control total del planeta Prester y del Exile para asegurarse el poder. Es una persona frívola y cruel, que ve a los habitantes de los dos reinos, e incluso a los del suyo propio, como sumamente inferiores. (Seiyū: Michiko Neya)
- Moran Shetland (モラン・シェトランド Moran Shetorando?, Μαλην Σετλανδ): era originalmente un fusilero de Anatoray, habiendo sobrevivido a 19 batallas. Acaba llegando a ser mecánico del Silvana, aunque luego regresa a su empleo para el asalto final de Anatoray y Disith contra Guild. Entonces es cuando conoce a Dunya, con la que al final se casará y tendrá dos hijos. (Seiyū: Miki Shinichirou)
- Dunya Scheer (デゥーニャ・シェーア Duunya Sheea?, Δωνια Σερ): era una fusilera de Disith que participó en el asalto final contra Guild. En los preparativos de este conoció a Moran, con el que al final congeniaría.
- Vincent Alzey (ヴィンセント・アルツアイ Vinsento Arutsuai?, Βινξεντ Αρδαι): es el capitán del Urbanus, la nave insignia de Anatoray, y amigo de juventud de Alex y Sofía.

## Reinos

### Anatoray
Anatoray (アナトレー Anatorē?, transcripción directa de los caracteres griegos ΑΝΑΤΟΡΑΨ con que aparece escrito) es el reino que más se muestra, y el que más recuerda a la Época victoriana. Está bajo la dirección de un emperador. Se caracteriza por sus continuas sequías y su escasa lluvia. Posee grandes naves voladoras con forma de barco, con cascos cerrados por completo. La mayor parte de sus naves son idénticas, con la excepción del emblema alado del reino en un costado, y el nombre escrito en una de las paredes. Tienen compuertas a los lados que se pueden abrir para que los fusileros salgan a disparar a sus iguales del otro bando. El reino también cuenta con naves pequeñas llamadas vanship, tripuladas por dos personas, el piloto y el copiloto, utilizadas para el envío de mensajes a larga distancia y como atacante veloz.

### Disith
Disith (デュシス Dyushisu?, transcripción directa de los caracteres griegos ΔΙΣΙΤΗ con que aparece escrito) aparece poco durante la serie. Su forma de gobierno es desconocida, aunque su líder parece más un anciano guía religioso que un monarca absoluto. Su clima empeora rápidamente, hacia una era glacial, que obliga a su población a emigrar masivamente hacia Anatoray, forzando aún más la difícil situación entre ambos reinos. Se caracteriza por las continuadas tormentas de nieve, que en el momento de la acción se han convertido en un problema cuya única solución es la huida hacia las tierras de Anatoray. Las naves de Disith son distintas de las de Anatoray, ya que en lugar de parecer barcos tienen la forma alargada con un estrechamiento en la parte central de la nave, que es donde se sitúa la unidad Claudia.

### Guild
Guild (ギルド Girudo?, lit. Gremio en inglés) es mucho más avanzado que los anteriores. Carece de base en tierra firme, habitando toda su población en grandes naves en el Océano Turbulento. Se comporta condescendientemente con Anatoray y Disith, retirando los motores de sus naves (las unidades Claudia) si lo encuentra oportuno. Su soberana es Maestro Delphine. Participa como árbitro en las guerras entre los otros dos reinos. Las naves de guerra de Guild son las mayores de todas, y tienen forma de estrella.

## Trasfondo

### Ambientación
La historia tiene lugar en Prester, un mundo colonizado por humanos donde la sociedad y la tecnología son mayormente similares a las de la Época victoriana, salvo en cuanto a los medios de transporte, habiendo gran variedad de naves voladores no basados en los principios de hélice o chorro de presión, sino en una tecnología de levitación. Dicho mundo está dividido en dos reinos, Anatoray y Disith, quienes están en casi constante guerra desde tiempo atrás, además de un tercero, Guild, que actúa como árbitro en la contienda y proporciona la tecnología para los grandes buques voladores que se usan en las batallas. Guild es con diferencia el más avanzado tecnológicamente, una sociedad oscura y futurista, donde todo está supeditado a los deseos de la frívola líder, Maestro Delphine. Los otros dos reinos, siendo monarquías, tienen sociedades tradicionales, en las que el recurso más valorado es el agua, pues es muy difícil encontrarla de buena calidad.
De una forma que no se clarifica hasta el mismo final, los dos reinos en guerra están separados por una región celeste llena de peligrosas y rápidas corrientes y nubes, denominada el Océano Turbulento. Las naves han de cruzarla para combatir, teniendo lugar estas batallas sobre los terrenos de los dos reinos, y raramente dentro del propio océano.

### Tecnología de vuelo
La principal tecnología que se sale de lo esperable en la época victoriana corresponde a las naves voladoras. Todas ellas recuerdan vagamente a barcos de guerra. El fundamento por el que levitan dichas naves, desde los pequeños vanships hasta los grandes buques, es un líquido de color azul denominado líquido Claudia. Dicho elemento es extraído de un mineral del mismo color que se considera de mucho valor. El uso de este líquido permite que las naves se eleven sin necesidad de hélices ni chorros de propulsión, lo cual induce a pensar en algún sistema de antigravedad, elemento típico de la ciencia ficción.
Las naves mayores de los tres reinos basan su funcionamiento en las llamadas unidades Claudia, unos dispositivos de gran tamaño que van en el corazón de las naves y actúan como salones de máquinas al proveer de la fuerza para levantar el vuelo y maniobrar. Guild se las proporciona a los otros dos reinos como árbitro y proveedor en la guerra. Dentro de las unidades va un grupo de científicos y técnicos del mismo Guild para asegurarse de su correcto funcionamiento, los cuales se encuentran sellados. En caso de ser necesario, el Maestro Delphine puede ordenar la retirada de las unidades Claudia, que se desenganchan de las naves, dejándolas caer a tierra, y vuelan solas hacia Guild.

#### Vanship
Los vanships son naves voladoras pequeñas, usadas mayormente por los mensajeros pero también en combate. Su funcionamiento se basa en la circulación del líquido Claudia por un circuito, dependiendo la potencia desarrollada de la presión y concentración del mismo, pues se usa como combustible. Tiene lugar sólo para dos personas, piloto y copiloto.
Su diseño recuerda a los antiguos aviones biplaza, con los asientos descubiertos. El piloto va siempre delante, y el copiloto es el encargado de vigilar el funcionamiento del sistema Claudia, así como de enviar y recibir mensajes (normalmente mediante morse y linternas) y de recargar las balas en los vanships de guerra.

### Naves

#### Silvana
El Silvana es a la vez la nave más temida y afamada de Anatoray, un buque que suele actuar con libertad bajo el mando de Alex Rowe, con una potencia de fuego que sobrepasa a muchas otras naves aliadas y enemigas. Posee un amplio hangar para guardar vanships de guerra. Su unidad Claudia no está bajo el control de Guild, lo cual le permite operar sin miedo a que ellos la retiren. El que se encarga de manejarla es un miembro huido de Guild, de la familia Dagobert, que escapó de allí para evadir la persecución del Maestro Delphine a las otras tres grandes familias. La unidad de mecánicos del Silvana es reconocida como una de las mejores de la flota del imperio.

#### Urbanus
Es la nave insignia de la flota de Anatoray, y tiene casi la misma fama que el Silvana. Tiene dos alas que actúan como sierras para atacar a otras naves. Existe más de una nave de estas características en el ejército de Anatoray, pero esta es la más reconocida y con mayor potencia. Es dirigida por el capitán Vincent Alzey.

#### Exile
Exile es la clave con lo que se puede controlar el clima a nivel mundial. Envuelta en misterio a lo largo de toda la serie, al final se desvela que es una nave, la misma que se usó para la colonización de Prester, y que guarda el secreto del regreso a la Tierra, el planeta azul. Está envuelta en una gran vaina oscura de la que salen muchos tentáculos que atacan a todo lo que se acerca. Está preparada para detectar la presencia de las llaves que la reactivarán, como lo es Alvis Hamilton. Si los cuatro misteriones (versos de un poema que pertenecen como herencia a las cuatro familias principales de Guild) son recitados cerca del Exile y de esta persona a la vez, la nave reaccionará activándose, mostrando su aspecto real. Este es muy distinto de la vaina, con un cuerpo dividido en dos partes, y dos alas. Al finalizar la serie, como último destino, la nave lleva de vuelta a la Tierra a un grupo de habitantes del planeta.

## Bandas sonoras

### Primera
1. Opening: Cloud Age Symphony de Shuntaro Okino.
2. A Morning in Nonkia (Instrumental)
3. Working on the Cloud (Instrumental)
4. To the Race (Instrumental)
5. Prayer for Love (Vocal, japonés)
6. Brave Willing (Instrumental)
7. Cover Stories (Instrumental)
8. Flyin' to Fly (Instrumental)
9. Requiem in the Air (Vocal, japonés)
10. Hello, Kitty Girl (Instrumental)
11. Chivalry Spirits (Instrumental)
12. Advances (Instrumental)
13. Naval Affair (Instrumental)
14. All is Over (Instrumental)
15. Skywriting (Vocal, inglés)
16. Silverna (Instrumental)
17. Vanishing Point (Instrumental)
18. Complicated Decision (Instrumental)
19. Ending: Over The Sky de Hitomi Kuroishi.

### Segunda
1. Road to the Light (Instrumental)
2. Head in the Clouds (Vocal, inglés)
3. Fleet of Littleships (Instrumental)
4. Heavy Cocoon (Instrumental)
5. Ground Stream (Instrumental)
6. A Stimulant (Instrumental)
7. Rays of Hope (Vocal, japonés)
8. Beautiful Fields (Instrumental)
9. Coronation (Instrumental)
10. Lost Friend (Instrumental)
11. Princess Sophia (Instrumental)
12. I Can See a Heart (Vocal, inglés)
13. Malicious Queen (Instrumental)
14. Ceremonious Play (Instrumental)
15. Counterattack (Instrumental)
16. Make Advantage (Instrumental)
17. Dreams of Fathers (Instrumental)
18. LAST EXILE (Instrumental)
19. Over the Sky (Angel Feather Version) (Vocal, japonés)
20. A New World Has Come (Vocal, japonés)

## Lista de episodios
Título de los episodios en el doblaje español, más los que aparecen en los libros en el opening.
1. El primer movimiento (First move)
2. Señuelo en el aire (Luft Vanship)
3. Misión improvisada (Transpose)
4. Movimiento forzado (Zugzwang)
5. Jugada posicional (Positional play)
6. Ataque arbitral (Arbiter attack)
7. Interesante Claus (Interesting Claus)
8. Retirada (Takeback)
9. Alex, el estratega (Calculate Alex)
10. Jugar con desventaja (Swindle)
11. Despliegue óptimo (Develop)
12. Revelación ofensiva (Discovered attack)
13. Peón aislado (Isolated pawn)
14. El aprendizaje de Lavie (Etude Lavie)
15. Jugada imposible (Fairy chess)
16. Sacrificio (Breaktrough)
17. Creando estrategias (Making material)
18. Sofía avanza (Promotion Sophia)
19. Defensa Siciliana (Sicilian Defence)
20. El Océano Turbulento (Gran Stream)
21. La entrada triunfal de Dio (Rook Dio)
22. La reina Delphine (Queen Delphine)
23. Enroque Lucciola (Castling Lucciola)
24. Movimiento predeterminado (Sealed move)
25. Movimiento silencioso (Quiet move)
26. Abandonar (Resign)